# Енергетична наддержава

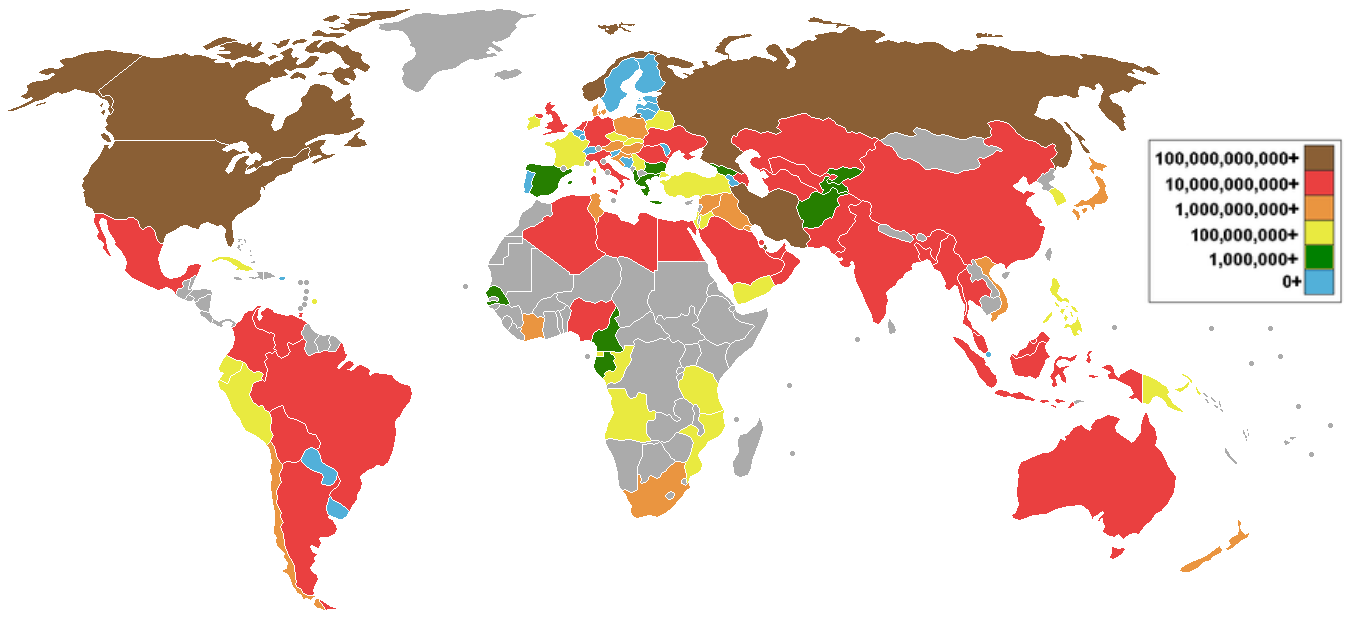
Країни з найбільшими запасами природного газу.

Енергетична наддержава — термін, запроваджений в 2006—2009 роках російським урядом і який має позначати державу, що володіє великими розвіданими запасами нафти, природного газу, вугілля, урану або, за деякими визначеннями, можливостями використання відновлюваної енергії і що є найбільшим експортером енергоносіїв хоча б одного з перерахованих видів. Енергетичні наддержави контролюють світовий ринок енергоносіїв, мають можливість впливати на ціноутворення і набувають ключову роль у світовій економіці, отримуючи величезні прибутки під час сучасного споживчого буму при високому попиті і високій ціні на енергію.
Термін є продуктом для вживання на внутрішньому російському ринку і не має під собою фактичних та/або логічних обґрунтувань. Раніше частіше використовувався вираз «сировинний придаток».
Енергетична наддержава має внутрішню стабільністю, в іншому випадку, як, наприклад, в Нігерії, вона втрачає здатність контролювати свою видобувну промисловість і експорт.
Існує дві загальновизнані енергетичні наддержави: Росія, що володіє найбільшими запасами природного газу, і Саудівська Аравія, що займає перше місце у світі по запасах і видобутку нафти.
Термін «енергетична наддержава» стосовно Росії вперше застосував генеральний директор АПЕК Д. І. Орлов у полеміці з С. А. Бєлковським в «Известиях» у січні 2006 року.